# Łajkowszczyzna
Łajkowszczyzna (biał. Лайкоўшчына, Łajkouszczyna; ros. Лайковщина, Łajkowszczina) – agromiasteczko na Białorusi, w obwodzie grodzieńskim, w rejonie lidzkim, w sielsowiecie Bielica.

## Historia
W dwudziestoleciu międzywojennym kolonia leżąca w Polsce, w województwie nowogródzkim, w powiecie lidzkim, w gminie Bielica. W 1921 miejscowość liczyła 73 mieszkańców, zamieszkałych w 12 budynkach, w tym 62 Polaków i 11 Białorusinów. 59 mieszkańców było wyznania rzymskokatolickiego i 14 prawosławnego.
Po II wojnie światowej w granicach Związku Sowieckiego. Od 1991 w niepodległej Białorusi.